# Dasmosmilia variegata
Dasmosmilia variegata är en korallart som först beskrevs av Pourtalès 1871.  Dasmosmilia variegata ingår i släktet Dasmosmilia och familjen Caryophylliidae. Inga underarter finns listade i Catalogue of Life.